# Mars Desert Research Station

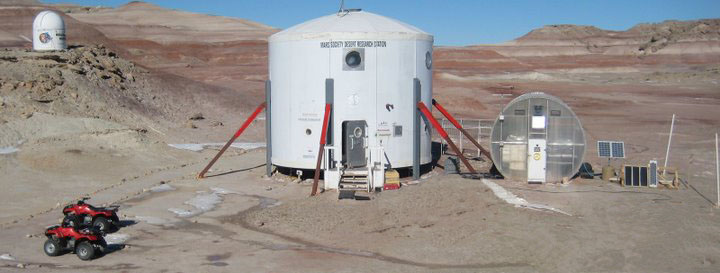
A Estação de Pesquisa do Deserto Marciano, administrada pela Sociedade Marciana.

Mars Desert Research Station (em tradução livre: Estação de Pesquisa do Deserto Marciano), ou simplesmente MDRS é o segundo de quatro simuladores habitacionais planejados da superfície de Marte (ou estações de pesquisa de Marte) administradas e operadas pela Sociedade Marciana. Construída no oeste dos Estados Unidos na década de 2000, a base normalmente é ocupada por pequenas equipes que visitam a base por curtos períodos de tempo para realizar pesquisas científicas. Atrás da grande estrutura que serve como centro das atividades, o complexo também inclui uma estufa, um observatório e grandes áreas desérticas abertas.